# Półsieraków
Półsieraków – wieś w Polsce położona w województwie podkarpackim, w powiecie niżańskim, w gminie Harasiuki.
W latach 1975–1998 miejscowość administracyjnie należała do województwa tarnobrzeskiego.
Wieś jest sołectwem w gminie Harasiuki. 
Wierni Kościoła rzymskokatolickiego należą do parafii Matki Bożej Królowej Polski w Hucisku.